# Oberes Steinach
Oberes Steinach ist ein mit der Verordnung vom 15. März 1982 ausgewiesenes Naturschutzgebiet (NSG-Nummer 4.095) in einem breiten Abschnitt im Tal des Neckars zwischen Rottenburg am Neckar, Kiebingen und Tübingen in Baden-Württemberg, Deutschland. Das Naturschutzgebiet südlich des Neckars liegt auf einer Höhe von 330 m ü. NN in den Gemarkungen Kiebingen und Bühl. Auf der gegenüberliegenden Seite nördlich des Neckars, getrennt durch zwei Hochwasserdämme und den Fluss, befindet sich das ähnlich strukturierte Naturschutzgebiet Burglehen.

## Lage und Geschichte
Das rund 7,5 Hektar große Naturschutzgebiet Oberes Steinach gehört zum Naturraum Schönbuch und Glemswald. Der Talabschnitt des Neckars mit der geschützten Kiesgrube befindet sich in der Tübinger Stufenrandbucht zwischen den Engstellen der Rottenburger Porta Suevica und der von Derendingen. Die zehn Kilometer lange und bis zu drei Kilometer lange Talebene mit Ton- und Mergelschichten des Gipskeupers ist von den Höhenzügen des Rammert und Spitzbergs sowie den Gäuflächen umrahmt. Die Kieslagen im Tal stammen aus dem Jungpleistozän und bis ins 18. Jahrhundert war der Lauf des Neckars noch frei mäandrierend ohne künstliche Regulierung. Flussschlingen, Altwasserarme und Talauen konnten sich abwechseln und der Fluss war durch den kurvigen Verlauf in diesem Abschnitt zwischen 30 und 50 % länger.
Zwischen 1779 und 1966 erfolgten verschiedene Maßnahmen zur Regulierung und Begradigung des Flusslaufs, die mit dem Bau von Staustufen und Kraftwerken eine weitgehende Reduzierung des natürlichen Flusssystems zur Folge hatten. Flussaufwärts befindet sich das Wasserkraftwerk Kiebingen, flussabwärts das Flusskraftwerk bei Tübingen-Hirschau.
Seit 1937 wird in dem Gebiet Kies ausgebaggert. Die dabei entstandenen Wasserflächen mit den unterschiedlichen Uferbereichen haben sich als geeignete Biotope für eine ganze Reihe von Zug- und Brutvögeln entwickelt. Die Relevanz als Brut- und Rastgebiet hat mit der Größe der Seenlandschaft zugenommen. Bereits 1969 ergab eine ganzjährig angelegte Erfassung durch den Deutschen Bund für Vogelschutz  181 Vogelarten in den Röhricht-, Schlick- und offenen Wasserflächen, Steilufern und dem Weiden-Auwald. Zeitgleich mit der Ausdehnung des nahe von Kiebingen gelegenen Sees stieg die Nutzung als Freizeit- und Badegelände, die zu einer Bedrohung der seit 1973 ansässigen Kolonie von Uferschwalben führte, sodass ab 1979 konkrete Pläne und Maßnahmen zur Ausweisung als Naturschutzgebiet eingeleitet wurden. Am 15. März 1982 wurde die Schutzgebietsverordnung mit entsprechend restriktiven Abschnitten verkündet, verboten sind zelten, lagern, baden, bootfahren, entfachen offener Feuerstellen und aufstellen von Verkaufsständen. Auch die Ausübung von Jagd und Fischerei wurden eingeschränkt.

## Flora & Fauna
Beim Baggersee Oberes Steinach ist durch eine Vielfalt an unterschiedlichen Uferbereichen ein besonderer Lebensraum für Vögel entstanden. Erwähnenswert sind sowohl ein etwa 10 × 80 m langer Schilfgürtel mit Rohrkolben als auch ein 50 m breites Schilf-Weiden-Biotop sowie ein Erlen-Weiden-Auewald mit ausgeprägtem Dickicht. Dieses Nebeneinander an verschiedenen Flächen begünstigt den Artenreichtum bei Boden-, Nischenbrütern und Parkvögeln.
Zu den Arten im Gebiet, die auch auf der Roten Liste verzeichnet sind, gehören unter anderem Blaukehlchen, Zwergrohrdommel, Fischadler, Sumpfohreule und Nachtreiher.

## Schutzzweck
Der Schutzzweck umfasst die Erhaltung des Lebensraumes für eine Vielfalt von Vogelarten, die teilweise in Baden-Württemberg als gefährdet gelten. Dazu gehört die Bestandserhaltung der Steilufer, Flachwasserzonen und Röhrichtbestände als notwendige Rast-, Nahrungs- und Brutplätze für die bedrohte Vogelwelt.